# Tapias de Santa Cruz
Tapias de Santa Cruz är en ort i Mexiko.   Den ligger i kommunen Fresnillo och delstaten Zacatecas, i den centrala delen av landet, 600 km nordväst om huvudstaden Mexico City. Tapias de Santa Cruz ligger 2 087 meter över havet och antalet invånare är 1 495.
Terrängen runt Tapias de Santa Cruz är platt åt sydost, men åt nordväst är den kuperad. Runt Tapias de Santa Cruz är det ganska glesbefolkat, med 38 invånare per kvadratkilometer. Närmaste större samhälle är El Salto, 6,5 km öster om Tapias de Santa Cruz. Trakten runt Tapias de Santa Cruz består till största delen av jordbruksmark.